# Олифант (прам, 1758)
«Олифант» (от нем. Elefant — слон) — прам Балтийского флота Российской империи.

## Описание судна
Один из пяти парусно-гребных дрвухдечных прамов с деревянным корпусом одноимённого типа, построенных в Санкт-Петербургском адмиралтействе. Длина судна по сведениям из различных источников составляла 35,15—35,2 метра, ширина — от 10,7 до 10,9 метра, а осадка от 2,92 до 3 метров. Вооружение судна в разное время могло состоять от 26 до 36-ти орудий, из которых восемнадцать 36-фунтовых орудий было установлено в нижнем деке и восемнадцать 18-фунтовых орудий в верхнем.

## История службы
Прам «Олифант» был заложен на стапеле Санкт-Петербургского адмиралтейства 27 ноября (8 декабря) 1757 года и после спуска на воду 26 июня (7 июля) 1758 года вошёл в состав Балтийского флота России. Строительство вёл корабельный ученик В. А. Селянинов.
В кампании 1759 и 1760 годов находился в Кронштадте. В 1761 году также находился в Кронштадте и совершил плавание к Кольбергу. В кампании с 1762 по 1767 год вновь находился в Кронштадте.
По окончании службы в 1768 году был переоборудован в машину для подъёма затонувших корабельных днищ.

## Командиры судна
В таблице приведены командиры прама «Олифант» за всё время его службы в составе Российского императорского флота.
| Годы службы    | Звание            | Имя и фамилия   | Комментарий | Прим.        |
| -------------- | ----------------- | --------------- | --- | ------------ |
| 1759—1760 годы | капитан-лейтенант | Сергей Волоцкой | Командовал прамом при кронштадтском порте. До назначения командиром прама служил на пинках «Кола» и «Новая Двинка», кораблях «Лесное», «Святой Иоанн Златоуст второй» и «Полтава», командовал краером, пакетботом «Сокол», яхтой «Вирцоу», фрегатами «Ягудиил» и «Ульриксдаль». После командования прамом также командовал фрегатом «Святой Сергий», в 1764 году был определён в советники комиссариатской экспедиции, а в 1765 году уволен со службы в звании капитана 2-го ранга. | [ 7 ] [ 9 ]  |
| 1761 год       | капитан-лейтенант | Валилий Шмаров  | Командовал прамом в плавании к Кольбергу. До назначения командиром прама командовал пакетботами «Меркуриус» и «Сокол», купеческим галиотом и фрегатом «Ягудиил». После командования прамом был переведён в галерный флот, а затем в присутствие адмиралтейской конторы, командовал пинком «Гогланд» и кораблём «Москва». | [ 7 ] [ 10 ] |
| 1763 год       | капитан-лейтенант | Василий Бабаев  | Командовал прамом при кронштадтском порте. До назначения командиром прама служил на корабле «Астрахань», командовал судном «Гогланд» и бомбардирским кораблём «Самсон». После командования прамом также командовал фрегатом «Сергий», экспедиционным судном «Бабаев» и кораблём «Полтава». | [ 7 ] [ 11 ] |